# Man elsker kun een gang
Man elsker kun een gang er en dansk film fra 1945 instrueret af Emanuel Gregers efter manuskript af Fleming Lynge og Svend Rindom.

## Handling
Peter Søborg og Susanne har været lykkeligt gift i en måned. Han er postbud, men meget stemmebegavet og har i et par år medvirket som korherre i Alhambra Teatrets operetteforestillinger. Peter og navnlig hans søde lille kone har stolte fremtidsdrømme, og deres fælles ven, den gamle påklæder Kragelund, som bor i samme hus, tror også på Peters evner. Der skal være premiere på operetten "Stjerneskud", og Peter håber at kunne komme i betragtning. Men det skal vise sig ikke at være helt let.

## Medvirkende
Blandt de medvirkende kan nævnes:
- Hans Kurt
- Else Marie Hansen
- Svend Bille
- Randi Michelsen
- Knud Pheiffer
- Ib Schønberg
- Sigrid Horne-Rasmussen
- Asbjørn Andersen
- Ebba With
- Sigurd Langberg
- Charles Wilken
- Petrine Sonne
- Else Jarlbak
- Ingeborg Pehrson